# Premier district congressionnel de l'Oregon
Le 1er district congressionnel de l'Oregon est un district situé dans l'État américain de l'Oregon. Le district s'étend des banlieues ouest de Portland jusqu'à certaines parties de la côte de l'Oregon. Le district comprend les principales villes de Beaverton, Hillsboro et Tigard, toutes situées dans la région métropolitaine de Portland. Géographiquement, le district est situé dans le coin nord-ouest de l'Oregon. Il comprend la totalité des comtés de Clatsop, Columbia et Tillamook, la majeure partie du Comté de Washington, à l'exclusion de l'extrême sud-est, et une partie du sud-ouest du Comté de Multnomah à Portland.
Le district est représenté par la Démocrate Suzanne Bonamici depuis 2012. Bonamici a remporté une élection spéciale pour remplacer David Wu, qui a démissionné à la suite d'accusations d'inconduite sexuelle,.

## Historique de vote
| Année | Poste     | Résultats               |
| ----- | --------- | ----------------------- |
| 2000  | Président | Gore 50,0 % - 44,0 %    |
| 2004  | Président | Kerry 55,0 % - 44,0 %   |
| 2008  | Président | Obama 61,0 % - 36,0 %   |
| 2012  | Président | Obama 57,0 % - 40,0 %   |
| 2016  | Président | Clinton 57,0 % - 35,0 % |
| 2020  | Président | Biden 63,0 % - 34,0 %   |

## Liste des Représentants du district
| Membre                          | Parti       | Années                              | Congrès        | Histoire électorale |
| ------------------------------- | ----------- | ----------------------------------- | -------------- | --- |
| District établit le 4 mars 1893 |             |                                     |                | |
| Binger Hermann (en)             | Républicain | 4 mars 1893 - 3 mars 1897           | 53e , 54e      | Redécoupage depuis le district at-large et réélu en 1892. Démissionne pour devenir Commissaire au United States General Land Office.                                                                                  |
| Thomas H. Tongue (en)           | Républicain | 4 mars 1897 - 11 janvier 1903       | 55e - 57e      | Élu en 1896. Réélu en 1898. Réélu en 1900. Réélu en 1992 mais décède avant le début du mandat suivant. |
| Vacant                          | Vacant      | 11 janvier 1903 - 1er juin 1903     | 57e , 58e      | |
| Binger Hermann (en)             | Républicain | 1er juin 1903 - 3 mars 1907         | 58e , 59e      | Élu pour terminer le mandat de Tongue. Réélu en 1904. Retrait dû au Oregon land fraud scandal. |
| Willis C. Hawley                | Républicain | 4 mars 1907 - 3 mars 1933           | 60e - 72e      | Élu en 1906. Réélu en 1908. Réélu en 1910. Réélu en 1912. Réélu en 1914. Réélu en 1916. Réélu en 1918. Réélu en 1920. Réélu en 1922. Réélu en 1924.Réélu en 1926. Réélu en 1928. Réélu en 1930. Perd sa renomination. |
| James W. Mott (en)              | Républicain | 4 mars 1933 - 12 novembre 1945      | 73e - 79e      | Élu en 1932. Réélu en 1934. Réélu en 1936. Réélu en 1938. Réélu en 1940. Réélu en 1942. Réélu en 1944. Décède. |
| Vacant                          | Vacant      | 12 novembre 1945 - 18 janvier 1946  | 79e            | |
| A. Walter Norblad (en)          | Républicain | 18 janvier 1946 - 20 septembre 1964 | 79e - 88e      | Élu pour terminer le mandat de Mott. Réélu en 1946. Réélu en 1948. Réélu en 1950. Réélu en 1952. Réélu en 1954. Réélu en 1956. Réélu en 1958. Réélu en 1960. Réélu en 1962. Décède.                                   |
| Vacant                          | Vacant      | 20 septembre 1964 - 3 novembre 1964 | 88e            | |
| Wendell Wyatt (en)              | Républicain | 3 novembre 1964 - 3 janvier 1975    | 88e - 93e      | Élu pour terminer le mandat de Norblad. Réélu en 1966. Réélu en 1968. Réélu en 1970. Réélu en 1972. Retrait. |
| Les AuCoin (en)                 | Démocrate   | 3 janvier 1975 - 3 janvier 1993     | 94e - 102e     | Élu en 1974. Réélu en 1976. Réélu en 1978. Réélu en 1980. Réélu en 1982. Réélu en 1984. Réélu en 1986. Réélu en 1988. Réélu en 1990. Retrait pour se présenter comme Sénateur des États-Unis.                         |
| Elizabeth Furse (en)            | Démocrate   | 3 janvier 1993 - 3 janvier 1999     | 103e - 105e    | Élue en 1992. Réélue en 1994. Réélue en 1996. Retrait. |
| David Wu (en)                   | Démocrate   | 3 janvier 1999 - 3 août 2011        | 106e - 112e    | Élu en 1998. Réélu en 2000. Réélu en 2002. Réélu en 2004. Réélu en 2006. Réélu en 2008. Réélu en 2010. Démissionne à la suite d'accusations d'inconduite sexuelle.                                                    |
| Vacant                          | Vacant      | 3 août 2011 - 31 janvier 2012       | 112e           | |
| Suzanne Bonamici                | Démocrate   | 31 janvier 2012 - Présent           | 112e - Présent | Élue pour terminer le mandat de Wu. Réélue en 2012. Réélue en 2014. Réélue en 2016. Réélue en 2018. Réélue en 2020. Réélue en 2022. Réélue en 2024.                                                                   |

## Résultats des récentes élections
Voici les résultats des dix précédents cycles électoraux dans le district.

### 2004
| Élection de 2004 du 1er district congressionnel de l'Oregon | Élection de 2004 du 1er district congressionnel de l'Oregon | Élection de 2004 du 1er district congressionnel de l'Oregon | Élection de 2004 du 1er district congressionnel de l'Oregon | Élection de 2004 du 1er district congressionnel de l'Oregon |
| ----------------------------------------------------------- | ----------------------------------------------------------- | ----------------------------------------------------------- | ----------------------------------------------------------- | ----------------------------------------------------------- |
| Parti                                                       | Parti                                                       | Candidat                                                    | Votes                                                       | %                                                           |
|                                                             | Démocrate                                                   | David Wu (en) (sortant)                                     | 203 771                                                     | 57,5                                                        |
|                                                             | Républicain                                                 | Goli Ameri                                                  | 135 164                                                     | 38,1                                                        |
|                                                             | Constitution                                                | Dean Wolf                                                   | 13 882                                                      | 3,9                                                         |
|                                                             | Autres                                                      | Autres                                                      | 1521                                                        | 0,4                                                         |
| Total des votes                                             | Total des votes                                             | Total des votes                                             | 354 338                                                     | 100%                                                        |
|                                                             | Les Démocrates conservent                                   |                                                             |                                                             |                                                             |

### 2006
| Élection de 2006 du 1er district congressionnel de l'Oregon | Élection de 2006 du 1er district congressionnel de l'Oregon | Élection de 2006 du 1er district congressionnel de l'Oregon | Élection de 2006 du 1er district congressionnel de l'Oregon | Élection de 2006 du 1er district congressionnel de l'Oregon |
| ----------------------------------------------------------- | ----------------------------------------------------------- | ----------------------------------------------------------- | ----------------------------------------------------------- | ----------------------------------------------------------- |
| Parti                                                       | Parti                                                       | Candidat                                                    | Votes                                                       | %                                                           |
|                                                             | Démocrate                                                   | David Wu (en) (sortant)                                     | 169 409                                                     | 62,8                                                        |
|                                                             | Républicain                                                 | Derrick Kitts                                               | 90 904                                                      | 33,7                                                        |
|                                                             | Constitution                                                | Dean Wolf                                                   | 4370                                                        | 1,6                                                         |
|                                                             | Libertarien                                                 | Drake Davis                                                 | 4497                                                        | 1,7                                                         |
|                                                             | Autres                                                      | Autres                                                      | 447                                                         | 0,2                                                         |
| Total des votes                                             | Total des votes                                             | Total des votes                                             | 269 627                                                     | 100%                                                        |
|                                                             | Les Démocrates conservent                                   |                                                             |                                                             |                                                             |

### 2008
| Élection de 2008 du 1er district congressionnel de l'Oregon | Élection de 2008 du 1er district congressionnel de l'Oregon | Élection de 2008 du 1er district congressionnel de l'Oregon | Élection de 2008 du 1er district congressionnel de l'Oregon | Élection de 2008 du 1er district congressionnel de l'Oregon |
| ----------------------------------------------------------- | ----------------------------------------------------------- | ----------------------------------------------------------- | ----------------------------------------------------------- | ----------------------------------------------------------- |
| Parti                                                       | Parti                                                       | Candidat                                                    | Votes                                                       | %                                                           |
|                                                             | Démocrate                                                   | David Wu (en) (sortant)                                     | 237 567                                                     | 71,5                                                        |
|                                                             | Indépendant                                                 | Joel Haugen                                                 | 58 279                                                      | 17,5                                                        |
|                                                             | Constitution                                                | Scott Semrau                                                | 14 172                                                      | 4,3                                                         |
|                                                             | Libertarien                                                 | H. Joe Tabor                                                | 10 992                                                      | 3,3                                                         |
|                                                             | Pacific Green (en)                                          | Chris Henry                                                 | 7128                                                        | 2,1                                                         |
|                                                             | Autres                                                      | Autres                                                      | 4110                                                        | 1,2                                                         |
| Total des votes                                             | Total des votes                                             | Total des votes                                             | 332 248                                                     | 100%                                                        |
|                                                             | Les Démocrates conservent                                   |                                                             |                                                             |                                                             |

### 2010
| Élection de 2010 du 1er district congressionnel de l'Oregon | Élection de 2010 du 1er district congressionnel de l'Oregon | Élection de 2010 du 1er district congressionnel de l'Oregon | Élection de 2010 du 1er district congressionnel de l'Oregon | Élection de 2010 du 1er district congressionnel de l'Oregon |
| ----------------------------------------------------------- | ----------------------------------------------------------- | ----------------------------------------------------------- | ----------------------------------------------------------- | ----------------------------------------------------------- |
| Parti                                                       | Parti                                                       | Candidat                                                    | Votes                                                       | %                                                           |
|                                                             | Démocrate                                                   | David Wu (en) (sortant)                                     | 160 357                                                     | 54,8                                                        |
|                                                             | Républicain                                                 | Rob Cornilles                                               | 122 858                                                     | 42,0                                                        |
|                                                             | Constitution                                                | Don LaMunyon                                                | 3855                                                        | 1,3                                                         |
|                                                             | Pacific Green (en)                                          | Chris Henry                                                 | 2955                                                        | 1,0                                                         |
|                                                             | Libertarien                                                 | H. Joe Tabor                                                | 2392                                                        | 0,8                                                         |
|                                                             | Autres                                                      | Autres                                                      | 392                                                         | 0,1                                                         |
| Total des votes                                             | Total des votes                                             | Total des votes                                             | 292 809                                                     | 100%                                                        |
|                                                             | Les Démocrates conservent                                   |                                                             |                                                             |                                                             |

### 2012 (Spéciale)
| Élection Spéciale de 2012 du 1er district congressionnel de l'Oregon | Élection Spéciale de 2012 du 1er district congressionnel de l'Oregon | Élection Spéciale de 2012 du 1er district congressionnel de l'Oregon | Élection Spéciale de 2012 du 1er district congressionnel de l'Oregon | Élection Spéciale de 2012 du 1er district congressionnel de l'Oregon |
| -------------------------------------------------------------------- | -------------------------------------------------------------------- | -------------------------------------------------------------------- | -------------------------------------------------------------------- | -------------------------------------------------------------------- |
| Parti                                                                | Parti                                                                | Candidat                                                             | Votes                                                                | %                                                                    |
|                                                                      | Démocrate                                                            | Suzanne Bonamici                                                     | 111 570                                                              | 53,82                                                                |
|                                                                      | Républicain                                                          | Rob Cornilles                                                        | 81 985                                                               | 39,55                                                                |
|                                                                      | Progressive Oregon (en)                                              | Chris Henry                                                          | 2955                                                                 | 1,0                                                                  |
|                                                                      | Libertarien                                                          | H. Joe Tabor                                                         | 2392                                                                 | 0,8                                                                  |
|                                                                      | Autres                                                               | Autres                                                               | 392                                                                  | 0,1                                                                  |
| Total des votes                                                      | Total des votes                                                      | Total des votes                                                      | 292 809                                                              | 100%                                                                 |
|                                                                      | Les Démocrates conservent                                            |                                                                      |                                                                      |                                                                      |

### 2012 (Régulière)
| Élection de 2012 du 1er district congressionnel de l'Oregon | Élection de 2012 du 1er district congressionnel de l'Oregon | Élection de 2012 du 1er district congressionnel de l'Oregon | Élection de 2012 du 1er district congressionnel de l'Oregon | Élection de 2012 du 1er district congressionnel de l'Oregon |
| ----------------------------------------------------------- | ----------------------------------------------------------- | ----------------------------------------------------------- | ----------------------------------------------------------- | ----------------------------------------------------------- |
| Parti                                                       | Parti                                                       | Candidat                                                    | Votes                                                       | %                                                           |
|                                                             | Démocrate                                                   | Suzanne Bonamici (sortante)                                 | 197 845                                                     | 59,60                                                       |
|                                                             | Républicain                                                 | Delinda Morgan                                              | 109 699                                                     | 33,04                                                       |
|                                                             | Progressive Oregon (en)                                     | Steven Reynolds                                             | 15 009                                                      | 4,52                                                        |
|                                                             | Constitution                                                | Bob Ekstrom                                                 | 8919                                                        | 2,69                                                        |
|                                                             | Autres                                                      | Autres                                                      | 509                                                         | 0,15                                                        |
| Total des votes                                             | Total des votes                                             | Total des votes                                             | 331 980                                                     | 100%                                                        |
|                                                             | Les Démocrates conservent                                   |                                                             |                                                             |                                                             |

### 2014
| Élection de 2014 du 1er district congressionnel de l'Oregon | Élection de 2014 du 1er district congressionnel de l'Oregon | Élection de 2014 du 1er district congressionnel de l'Oregon | Élection de 2014 du 1er district congressionnel de l'Oregon | Élection de 2014 du 1er district congressionnel de l'Oregon |
| ----------------------------------------------------------- | ----------------------------------------------------------- | ----------------------------------------------------------- | ----------------------------------------------------------- | ----------------------------------------------------------- |
| Parti                                                       | Parti                                                       | Candidat                                                    | Votes                                                       | %                                                           |
|                                                             | Démocrate                                                   | Suzanne Bonamici (sortante)                                 | 160 038                                                     | 57,31                                                       |
|                                                             | Républicain                                                 | Jason Yates                                                 | 96 245                                                      | 34,47                                                       |
|                                                             | Libertarien                                                 | James Foster                                                | 11 213                                                      | 4,02                                                        |
|                                                             | Pacific Green (en)                                          | Steven Reynolds                                             | 11 163                                                      | 4,00                                                        |
|                                                             | Autres                                                      | Autres                                                      | 594                                                         | 0,20                                                        |
| Total des votes                                             | Total des votes                                             | Total des votes                                             | 279 253                                                     | 100%                                                        |
|                                                             | Les Démocrates conservent                                   |                                                             |                                                             |                                                             |

### 2016
| Élection de 2016 du 1er district congressionnel de l'Oregon | Élection de 2016 du 1er district congressionnel de l'Oregon | Élection de 2016 du 1er district congressionnel de l'Oregon | Élection de 2016 du 1er district congressionnel de l'Oregon | Élection de 2016 du 1er district congressionnel de l'Oregon |
| ----------------------------------------------------------- | ----------------------------------------------------------- | ----------------------------------------------------------- | ----------------------------------------------------------- | ----------------------------------------------------------- |
| Parti                                                       | Parti                                                       | Candidat                                                    | Votes                                                       | %                                                           |
|                                                             | Démocrate                                                   | Suzanne Bonamici (sortante)                                 | 225 391                                                     | 59,6                                                        |
|                                                             | Républicain                                                 | Brian Heinrich                                              | 139 756                                                     | 37,0                                                        |
|                                                             | Libertarien                                                 | Kyle Sheahan                                                | 12 357                                                      | 3,2                                                         |
|                                                             | Autres                                                      | Autres                                                      | 691                                                         | 0,2                                                         |
| Total des votes                                             | Total des votes                                             | Total des votes                                             | 378 195                                                     | 100%                                                        |
|                                                             | Les Démocrates conservent                                   |                                                             |                                                             |                                                             |

### 2018
| Élection de 2018 du 1er district congressionnel de l'Oregon | Élection de 2018 du 1er district congressionnel de l'Oregon | Élection de 2018 du 1er district congressionnel de l'Oregon | Élection de 2018 du 1er district congressionnel de l'Oregon | Élection de 2018 du 1er district congressionnel de l'Oregon |
| ----------------------------------------------------------- | ----------------------------------------------------------- | ----------------------------------------------------------- | ----------------------------------------------------------- | ----------------------------------------------------------- |
| Parti                                                       | Parti                                                       | Candidat                                                    | Votes                                                       | %                                                           |
|                                                             | Démocrate                                                   | Suzanne Bonamici (sortante)                                 | 231 198                                                     | 63,6                                                        |
|                                                             | Républicain                                                 | John Verbeek                                                | 116 446                                                     | 32,1                                                        |
|                                                             | Libertarien                                                 | Drew Layda                                                  | 15 121                                                      | 4,2                                                         |
|                                                             | Autres                                                      | Autres                                                      | 484                                                         | 0,1                                                         |
| Total des votes                                             | Total des votes                                             | Total des votes                                             | 363 249                                                     | 100%                                                        |
|                                                             | Les Démocrates conservent                                   |                                                             |                                                             |                                                             |

### 2020
| Élection de 2020 du 1er district congressionnel de l'Oregon | Élection de 2020 du 1er district congressionnel de l'Oregon | Élection de 2020 du 1er district congressionnel de l'Oregon | Élection de 2020 du 1er district congressionnel de l'Oregon | Élection de 2020 du 1er district congressionnel de l'Oregon |
| ----------------------------------------------------------- | ----------------------------------------------------------- | ----------------------------------------------------------- | ----------------------------------------------------------- | ----------------------------------------------------------- |
| Parti                                                       | Parti                                                       | Candidat                                                    | Votes                                                       | %                                                           |
|                                                             | Démocrate                                                   | Suzanne Bonamici (sortante)                                 | 297 071                                                     | 64,6                                                        |
|                                                             | Républicain                                                 | Christopher Christensen                                     | 161 928                                                     | 35,2                                                        |
|                                                             | Autres                                                      | Autres                                                      | 900                                                         | 0,2                                                         |
| Total des votes                                             | Total des votes                                             | Total des votes                                             | 459 899                                                     | 100%                                                        |
|                                                             | Les Démocrates conservent                                   |                                                             |                                                             |                                                             |

### 2022
| Primaire Démocrate de 2022 du 1er district congressionnel de l'Oregon | Primaire Démocrate de 2022 du 1er district congressionnel de l'Oregon | Primaire Démocrate de 2022 du 1er district congressionnel de l'Oregon | Primaire Démocrate de 2022 du 1er district congressionnel de l'Oregon | Primaire Démocrate de 2022 du 1er district congressionnel de l'Oregon |
| --------------------------------------------------------------------- | --------------------------------------------------------------------- | --------------------------------------------------------------------- | --------------------------------------------------------------------- | --------------------------------------------------------------------- |
| Parti                                                                 | Parti                                                                 | Candidat                                                              | Votes                                                                 | %                                                                     |
|                                                                       | Démocrate                                                             | Suzanne Bonamici (sortante)                                           | 80 317                                                                | 88,5                                                                  |
|                                                                       | Démocrate                                                             | Scott Phillips                                                        | 7832                                                                  | 8,6                                                                   |
|                                                                       | Démocrate                                                             | Christian Robertson                                                   | 2625                                                                  | 2,9                                                                   |

| Primaire Républicaine de 2022 du 1er district congressionnel de l'Oregon | Primaire Républicaine de 2022 du 1er district congressionnel de l'Oregon | Primaire Républicaine de 2022 du 1er district congressionnel de l'Oregon | Primaire Républicaine de 2022 du 1er district congressionnel de l'Oregon | Primaire Républicaine de 2022 du 1er district congressionnel de l'Oregon |
| ------------------------------------------------------------------------ | ------------------------------------------------------------------------ | ------------------------------------------------------------------------ | ------------------------------------------------------------------------ | ------------------------------------------------------------------------ |
| Parti                                                                    | Parti                                                                    | Candidat                                                                 | Votes                                                                    | %                                                                        |
|                                                                          | Républicain                                                              | Chris Mann                                                               | 19 605                                                                   | 68,4                                                                     |
|                                                                          | Républicain                                                              | Army Murray                                                              | 9047                                                                     | 31,6                                                                     |

| Élection de 2022 du 1er district congressionnel de l'Oregon | Élection de 2022 du 1er district congressionnel de l'Oregon | Élection de 2022 du 1er district congressionnel de l'Oregon | Élection de 2022 du 1er district congressionnel de l'Oregon | Élection de 2022 du 1er district congressionnel de l'Oregon |
| ----------------------------------------------------------- | ----------------------------------------------------------- | ----------------------------------------------------------- | ----------------------------------------------------------- | ----------------------------------------------------------- |
| Parti                                                       | Parti                                                       | Candidat                                                    | Votes                                                       | %                                                           |
|                                                             | Démocrate                                                   | Suzanne Bonamici (sortante)                                 | 210 682                                                     | 67,9                                                        |
|                                                             | Républicain                                                 | Chris Mann                                                  | 99 042                                                      | 31,9                                                        |
|                                                             | Write-In                                                    | Write-In                                                    | 519                                                         | 0,2                                                         |
| Total des votes                                             | Total des votes                                             | Total des votes                                             | 310 243                                                     | 100%                                                        |
|                                                             | Les Démocrates conservent                                   |                                                             |                                                             |                                                             |

### 2024
| Primaire Démocrate de 2024 du 1er district congressionnel de l'Oregon | Primaire Démocrate de 2024 du 1er district congressionnel de l'Oregon | Primaire Démocrate de 2024 du 1er district congressionnel de l'Oregon | Primaire Démocrate de 2024 du 1er district congressionnel de l'Oregon | Primaire Démocrate de 2024 du 1er district congressionnel de l'Oregon |
| --------------------------------------------------------------------- | --------------------------------------------------------------------- | --------------------------------------------------------------------- | --------------------------------------------------------------------- | --------------------------------------------------------------------- |
| Parti                                                                 | Parti                                                                 | Candidat                                                              | Votes                                                                 | %                                                                     |
|                                                                       | Démocrate                                                             | Suzanne Bonamici (sortante)                                           | 75 577                                                                | 90,5                                                                  |
|                                                                       | Démocrate                                                             | Jamil Ahmad                                                           | 5007                                                                  | 6,0                                                                   |
|                                                                       | Démocrate                                                             | Courtney Casgraux                                                     | 2500                                                                  | 3,0                                                                   |

| Primaire Républicaine de 2024 du 1er district congressionnel de l'Oregon | Primaire Républicaine de 2024 du 1er district congressionnel de l'Oregon | Primaire Républicaine de 2024 du 1er district congressionnel de l'Oregon | Primaire Républicaine de 2024 du 1er district congressionnel de l'Oregon | Primaire Républicaine de 2024 du 1er district congressionnel de l'Oregon |
| ------------------------------------------------------------------------ | ------------------------------------------------------------------------ | ------------------------------------------------------------------------ | ------------------------------------------------------------------------ | ------------------------------------------------------------------------ |
| Parti                                                                    | Parti                                                                    | Candidat                                                                 | Votes                                                                    | %                                                                        |
|                                                                          | Républicain                                                              | Bob Todd                                                                 | 23 993                                                                   | 97,6                                                                     |

| Élection de 2024 du 1er district congressionnel de l'Oregon | Élection de 2024 du 1er district congressionnel de l'Oregon | Élection de 2024 du 1er district congressionnel de l'Oregon | Élection de 2024 du 1er district congressionnel de l'Oregon | Élection de 2024 du 1er district congressionnel de l'Oregon |
| ----------------------------------------------------------- | ----------------------------------------------------------- | ----------------------------------------------------------- | ----------------------------------------------------------- | ----------------------------------------------------------- |
| Parti                                                       | Parti                                                       | Candidat                                                    | Votes                                                       | %                                                           |
|                                                             | Démocrate                                                   | Suzanne Bonamici (sortante)                                 | TBD                                                         | TBD                                                         |
|                                                             | Républicain                                                 | Bob Todd                                                    | TBD                                                         | TBD                                                         |
|                                                             | Libertarien                                                 | Joseph Christman                                            | TBD                                                         | TBD                                                         |
| Total des votes                                             | Total des votes                                             | Total des votes                                             | TBD                                                         | 100%                                                        |
|                                                             |                                                             |                                                             |                                                             |                                                             |

## Frontières historiques du district
À la suite du recensement des États-Unis de 2000, le district a gagné une partie du Comté de Multnomah, qui faisait auparavant partie du 3e district. Après le recensement des États-Unis de 2010, les limites des districts ont été modifiées pour déplacer le centre-ville de Portland du 1er au 3e district,.

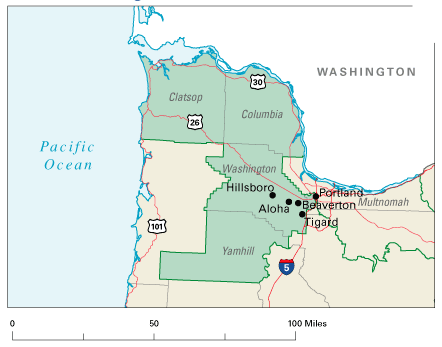
2003 - 2013

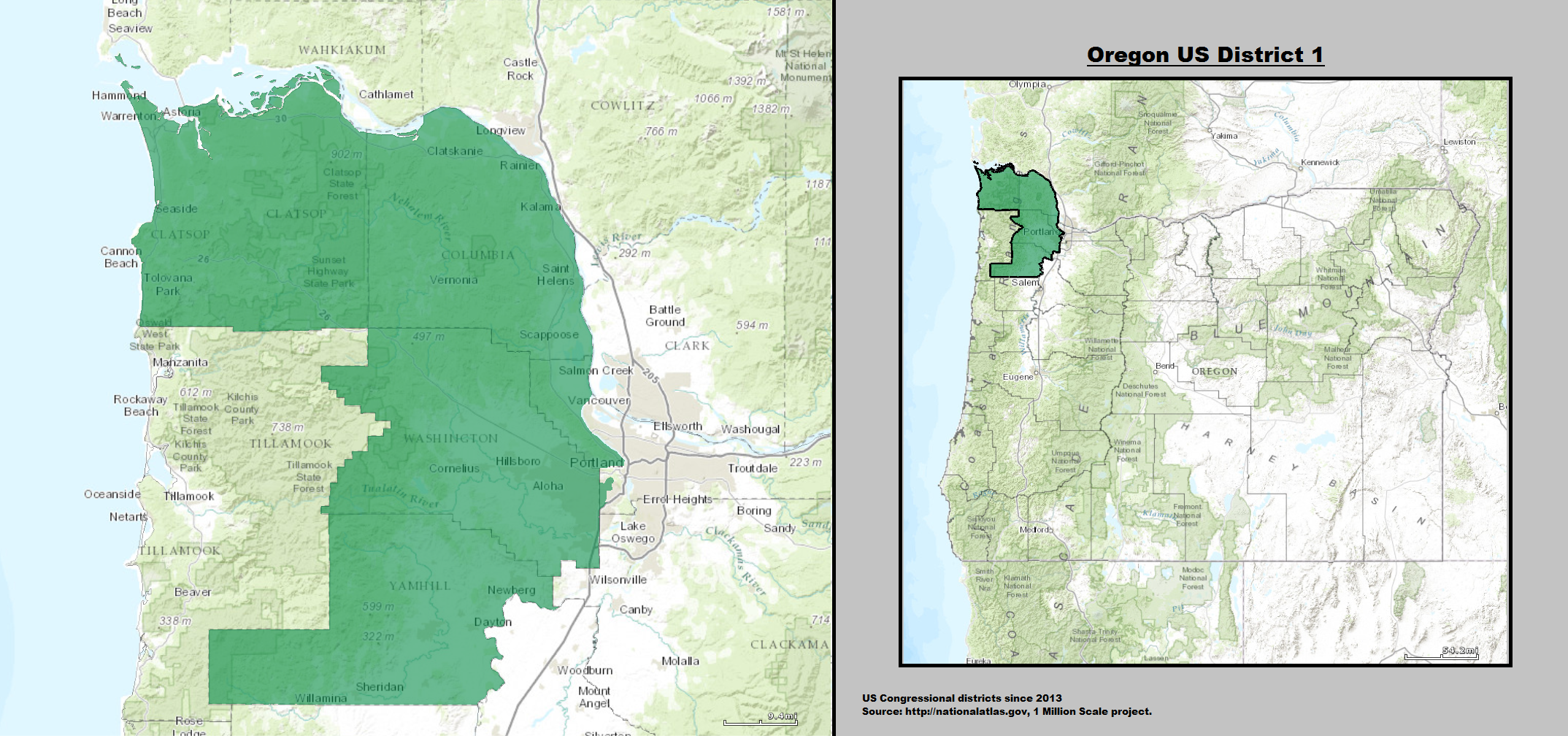
2013 - 2023